# Resurrezione (Andrea della Robbia)
La Resurrezione, Incoronazione di Maria e quattro santi  è una pala d'altare in terracotta invetriata di Andrea della Robbia, databile al 1495-1500 e collocata nella navata destra della basilica di San Bernardino all'Aquila.

## Storia
La commissione dell'opera si inserisce nel quadro di un periodo di intensa decorazione della basilica di San Bernardino all'Aquila, completata presumibilmente — priva di facciata e cupola — nel 1472.
In questo periodo tutte le più influenti famiglie aquilane si contendettero le cappelle laterali alla navata centrale, impreziosendole con opere d'arte; tra questi, i Vetusti Oliva che provvidero all'edificazione della prima cappella lungo la navata destra e che commissionarono al fiorentino Andrea della Robbia, un'opera in terracotta invetriata, lavorazione resa celebre proprio dal casato dell'artista.
L'opera venne eseguita a Firenze tra il 1495 e il 1500 e successivamente trasferita all'Aquila dagli stessi Vetusti Oliva.

## Descrizione

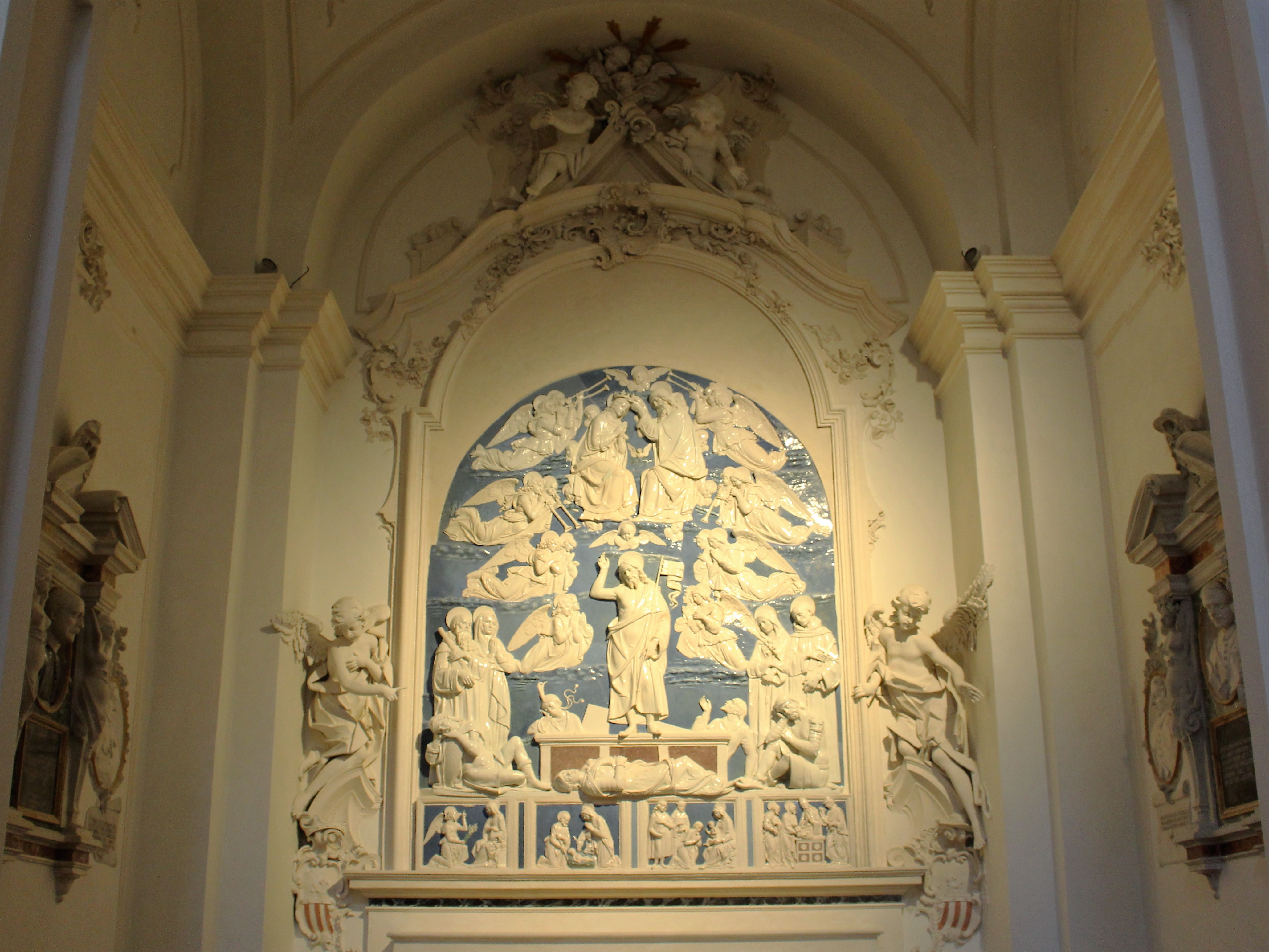
La cappella Vetusti-Oliva con l'opera di Andrea della Robbia.

La scultura è collocata nella prima cappella della navata destra, che costituisce il secondo quadrante della basilica di San Bernardino. Si tratta di una pala d'altare realizzata in terracotta invetriata, raffigurante al centro la Resurrezione sormontata dall'Incoronazione di Maria; nella parte bassa è inoltre collocata una predella con quattro scene della vita di Gesù.
Vi si riconoscono ben 28 figure, compreso il Cristo che risorge dal sepolcro tra due gruppi di santi e in posizione elevata rispetto ad alcuni soldati dormienti; nella parte superiore è lo stesso Cristo che incorona la Vergine circondato da quattro gruppi di angeli festanti. La predella reca, invece, nell'ordine, l'Annunciazione, la Natività, l'Adorazione dei Magi e la Presentazione di Gesù al Tempio. L'intera scultura è a sua volta inserita in una pala d'altare settecentesca, decorata con due angeli e due stemmi della famiglia Vetusti Oliva ai lati della stessa.
Si tratta di una delle maggiori opere di Andrea della Robbia, caratterizzata da una raffinata purezza e un alto livello compositivo. Venne lodata dal Perugino e dal Raffaello con quest'ultimo che ne riprese alcuni caratteri compositivi per la sua Trasfigurazione.